# Christoph Johann Friedrich Vitzthum von Eckstädt
Christoph Johann Friedrich Graf Vitzthum von Eckstädt (* 14. Oktober 1863 in Dresden; † 30. Dezember 1944 in Tiefhartmannsdorf, Landkreis Goldberg, Niederschlesien) war ein deutscher Verwaltungsjurist und Politiker. Er war von 1909 bis 1918 Innen- und Außenminister des Königreichs Sachsen.

## Leben
Er entstammte dem alten thüringischen Adelsgeschlecht der Vitzthum von Eckstädt. Seine Eltern waren der Graf Otto Heinrich Vitzthum von Eckstädt (1829–1917) und dessen Ehefrau Johanna Amalie geb. Miltiz (1824–1876). Im Jahr 1891 heiratete Christoph Vitzthum von Eckstädt Elisabeth Gräfin von Harrach (1870–1961), Erbin des schlesischen Schlosses Tiefhartmannsdorf. Mit ihr zeugte er zwei Söhne und fünf Töchter.
Er besuchte das Vitzthumsche Gymnasium in Dresden und leistete seinen Militärdienst als Einjährig-Freiwilliger beim Gardereiterregiment, dem er später als Reserveoffizier verbunden blieb (ab 1901 Rittmeister). Nach dem Jurastudium in Lausanne, Berlin und Leipzig wurde er 1887 Referendar in Dresden, bis er 1890 als Legationssekretär in den königlich sächsischen Staatsdienst eintrat. Nach einer einjährigen Einarbeitung wurde er 1891 an die Gesandtschaft des sächsischen Königs in Berlin versetzt, von wo er 1894 zurückbeordert wurde. Zur Förderung seiner Karriere nahm er 1896 bei der Amtshauptmannschaft in Dresden eine Stelle als Bezirksassessor an. Im Verwaltungsdienst stieg er dann 1897 zum Regierungsassessor und 1900 zum Regierungsrat bei der Kreishauptmannschaft Chemnitz auf. 
1901 wurde er schließlich Amtshauptmann in Annaberg. Von 1906 bis 1909 vertrat er als Bevollmächtigter das Königreich Sachsen im Bundesrat in Berlin. Seine Kenntnisse der Verwaltung, des diplomatischen Korps und nicht zuletzt seine überragende Tüchtigkeit empfahlen ihn 1909 für die Ernennung zum Königlich Sächsischen Staatsminister des Innern und für auswärtige Angelegenheiten. Diese Position behielt er bis zu seinem Eintritt in den Ruhestand im Oktober 1918.

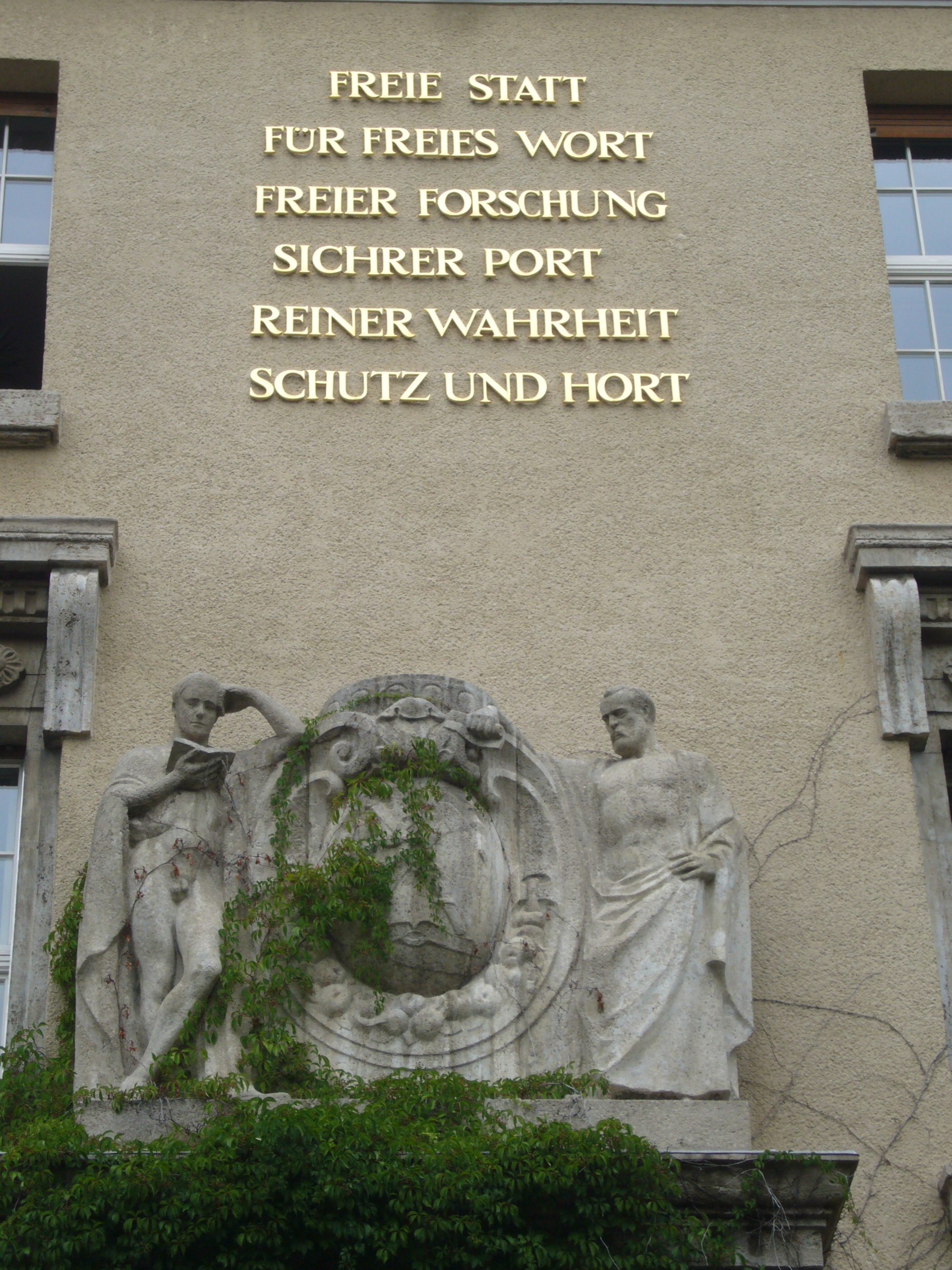
Deutsche Bücherei, Leipzig, Fassadeninschrift von Vitzthum von Eckstädt

Bei der feierlichen Grundsteinlegung zum Bau der Deutschen Bücherei in Leipzig formulierte Vitzthum von Eckstädt den Leitspruch für die Sammlung deutscher Literatur in der neuzuerrichtenden Institution mit den Worten:
„Freie Statt / für freies Wort / freier Forschung / sichrer Port / reiner Wahrheit / Schutz und Hort“.
Diese Worte wurden dann, neben einem Reim von Friedrich Schiller in großen Lettern an der Fassade des Neubaues angebracht.
Nach der Abdankung des Königs Friedrich August III. während der Novemberrevolution 1918 siedelte die Familie in das Schloss Tiefhartmannsdorf in Niederschlesien über, das Vitzthums Schwiegervater Ferdinand von Harrach 1874 erworben und 1915 an ihn vererbt hatte. Dort erlag Vitzthum 81-jährig Ende Dezember 1944 einem Nierenleiden.